# Летка-енка
«Ле́тка-е́нка» (фин. letkajenkka, letkis, от letkahdella — «качаться», «покачиваться») — финский бальный танец для массового исполнения, в котором танцующие располагаются цепочкой (в затылок друг другу), по кругу (держась за руки), парами и т. д. и прыжками передвигаются в такт музыкальному сопровождению.

## Музыкальное сопровождение
Наиболее популярной для летки-енкки была мелодия под названием Letkis, сочинённая в начале 1960-х годов финским композитором Рауно Лехтиненом, который переработал мелодию другого финского танца — Enkka. В 1965 году Роберто Дельгадо (псевдоним немецкого композитора Хорста Венде) выпустил её в собственной аранжировке, после чего в разных странах мира наступил пик повального увлечения этим танцем. Всего записи летки-енкки вышли в 92 странах.

## Движения танца
Исполнители танца выстраиваются цепочкой (или «паровозиком») так, что каждый участник держит руки на плечах или поясе того, кто стоит перед ним. Схема движений танца выглядит следующим образом (все участники двигаются одинаково с левой ноги.)
1. В прыжке левая нога ставится на каблук слева
2. В прыжке левая нога возвращается обратно к правой и ставится на носок.
3. В прыжке левая нога ставится на каблук слева
4. В прыжке левая нога ставится на место.
5. В прыжке правая нога ставится на каблук справа
6. В прыжке правая нога возвращается обратно к левой и ставится на носок.
7. В прыжке правая нога ставится на каблук справа
8. В прыжке правая нога ставится на место.
9. Один прыжок вперёд на обеих ногах.
10. Один прыжок назад на обеих ногах
11. Три прыжка подряд вперёд на обеих ногах.

Таким образом, в этом танце нет шагов вбок; ноги просто поочерёдно выносят вправо или влево, топают по полу и возвращают их в исходное положение. Вес на вынесенную в сторону ногу не переносят. Обучающий фильм 1965 года — https://www.youtube.com/watch?v=eq7myqy_E9U
Второй бальный танец из Финляндии «Hoppel-Poppel» был сложнее и не прижился на танцевальных площадках.

## Летка-енка в СССР
В СССР слова на мелодию Letkis написал Михаил Пляцковский, песню исполняла Тамара Миансарова. На волне моды появились и другие песни в ритме летки-енки:
- «Йенька» — музыка Геннадия Подэльского, слова Дм. Иванова[6], исполняли Кальмер Тенносаар, а также Велло Оруметс, Гелена Великанова и вокальный ансамбль «Лайне»;
- Песню на ту же мелодию Подэльского, но с текстом Х. Мюллера в русском переводе В. Семернина исполняла Хелли Ляэтс[7][8]
- «Karulaane jenka» (Лембит Веэво — Хельга Тынсон), исполнял Кальмер Тенносаар;
- «Летка-енка (Весёлый поезд)» — музыка Владимира Хвойницкого и У. Лапсиня, слова Григория Бейлина, исполняла Лариса Мондруc;
- «Листопад» — музыка Д. Тухманова, слова В. Харитонова, исполнял Валерий Ободзинский
- «Как хорошо подняться в облака» — музыка А. Зацепина, слова Ю. Энтина для фильма «За спичками»[9].
- «Когда смеялись львы» — музыка И. Цветков, слова Я. Голиков, исполняла Мария Пахоменко.

Мелодия Владимира Дашкевича в ритме летки-енки, вначале прозвучавшая в фильме «Капля в море» (песня «Волшебная шапочка»), через несколько лет стала заставкой телепередачи В гостях у сказки, а в 1982 году в фильме «Там, на неведомых дорожках…» на эту мелодию прозвучала песня «Приходите в сказку» на слова Юлия Кима.

### В фильмах
- 1965 — Я её хорошо знал (Италия) — Стефания Сандрелли
- 1966 — Хвосты (мультфильм) — заяц танцует, получив назад свой хвостик.
- 1966 — Тебе, юность! (новогодний фильм-водевиль) — молодёжь танцует на студенческой новогодней вечеринке (Инна Чурикова)
- 1966 — Человек, которого я люблю (художественный фильм) — главные герои под магнитофонную запись танцуют дома этот танец (Жжёнов, Семина, Герасимов)
- 1966 — Брак по расчёту (Польша)
- 1966 — Всадник над городом (художественный фильм)
- 1967 — Паровозик из Ромашкова (мультфильм)
- 1968 — Матч-реванш (мультфильм)
- 1968 — Пассажир с «Экватора» (художественный фильм). Пионеры танцуют танец, встав в круг
- 1968 — Ошибка резидента (художественный фильм) — в первой части «По старой легенде» танцуют отдыхающие на пляже
- 1969 — Новенькая (фильм)
- 1970 — «Семья как семья, или Ко́робовы встречают Новый год» (художественный фильм) — Коробовы и Брусничкины танцуют вместе с Дедом Морозом
- 1973 — Большая перемена (художественный фильм) — ученики входят в класс, танцуя этот танец
- 1973 — Как казаки невест выручали (мультфильм)
- 1973 — Эта весёлая планета (художественный фильм, звучит песня Д. Тухманова и В. Харитонова «Листопад»)
- 1974 — Премия — во время разговора героев Брондукова и Крючковой по радио звучит мелодия летки-енки
- 1978 — Вас ожидает гражданка Никанорова — под мелодию летки-енки танцует Борислав Брондуков
- 1980 — За спичками — во время финальных титров звучит песня «Как хорошо подняться в облака» А. Зацепина и Ю. Энтина
- 1989 — Чёрный кот (музыкальный телефильм) — песню «Йенька» Г. Подэльского и Д. Иванова исполняет Андрей Анкудинов
- 1997 — Кризис среднего возраста — песню «Йенька» исполняют Иван Охлобыстин и группа Гарика Сукачёва «Неприкасаемые» (саундтрек «Гарик Сукачев — Кризис среднего возраста» издан в 1998 году в формате Audio CD на лейбле SoLyd Records)
- 1997 — Цирк сгорел, и клоуны разбежались — танец гостей под музыку во время городской «Петровской ассамблеи».